# آيربودز ماكس
آيربودز ماكس (بالإنجليزية: AirPods Max)‏ هي سماعة رأس لاسلكية تعمل بتقنية البلوتوث من إنتاج شركة أبل، ومن المقرر إطلاقها في 15 ديسمبر 2020. إنها أفضل خيار من أبل في تشكيلة الآيربودز، وتباع جنبًا إلى جنب مع آيربودز وآيربودز برو.
يتميز آيربودز ماكس بإلغاء الضوضاء ووضع الشفافية مثل آيربودز برو، بالإضافة إلى التاج الرقمي والكشف عن الرأس.

## نظرة عامة
تتميز آيربودز ماكس بتصميم سماعة رأس فوق الأذن وشريحة H1 وإلغاء الضوضاء ووضع الشفافية والتاج الرقمي والكشف عن الرأس. وسيكون سعر آيربودز ماكس سيكون 549 دولار أمريكي.

## التوافق
ستكون آيربودز ماكس متوافقة مع آي أو إس 14 وآي باد أو إس 14 وووتش أو إس 14 وتي في أو إس 14.